# Bytownit
Bytownit gilt wie Andesin, Oligoklas und Labradorit nicht mehr als eigenständiges Mineral, sondern ist ein eher selten vorkommendes Zwischenglied aus der Mischreihe der Plagioklase mit den Endgliedern Albit und Anorthit aus der Gruppe der Feldspate innerhalb der Mineralklasse der Silikate. Sein Anorthitgehalt beträgt definitionsgemäß 70 bis 90 % (An70-90).
Bytownit kristallisiert im triklinen Kristallsystem mit der allgemeinen chemischen Zusammensetzung (Ca,Na)[(Si,Al)4O8]. Die in den runden Klammern angegebenen Elemente Calcium und Natrium bzw. Silicium und Aluminium können sich in der Formel jeweils gegenseitig vertreten (Substitution, Diadochie), stehen jedoch immer im selben Mengenverhältnis zu den anderen Bestandteilen des Minerals. Strukturell gehört Bytownit zu den Gerüstsilikaten.
In der Natur findet sich Bytownit meist in Form spaltbarer Massen oder unregelmäßiger Körner, entwickelt aber auch tafelige bis kurzprismatische Kristalle und Zwillinge nach dem Albit-, Karlsbader und Periklin-Gesetz. Unverletzte Kristallflächen weisen einen glasähnlichen Glanz auf, Spaltflächen schimmern dagegen eher perlmuttartig. In reiner Form ist Bytownit farblos und durchsichtig. Durch vielfache Lichtbrechung aufgrund von Gitterbaufehlern oder polykristalliner Ausbildung kann er aber auch weiß erscheinen und durch Fremdbeimengungen eine graue oder hellgelbe bis goldgelbe Farbe annehmen, wobei die Transparenz entsprechend abnimmt.

## Etymologie und Geschichte
Erstmals entdeckt wurde Bytownit nahe Bytown (heute Ottawa) in der kanadischen Provinz Ontario und beschrieben 1836 durch Thomas Thomson, der das Mineral nach seiner Typlokalität benannte.

## Varietäten und Modifikationen
Maskelynit ist ein aus Meteoriten stammender, zu Glas geschmolzener, ehemaliger Bytownit.

## Bildung und Fundorte

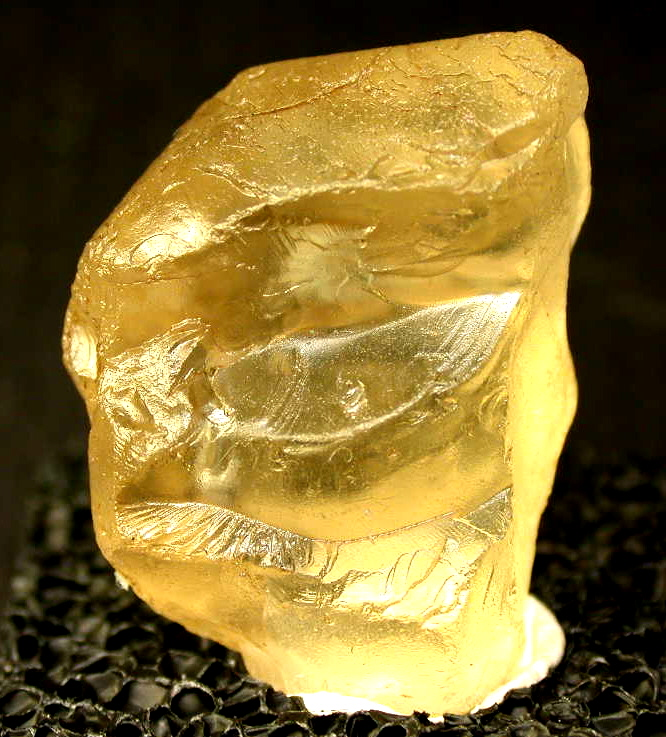
Goldgelber unregelmäßiger Bytownitkristall aus der Dorado Mine, Mexiko (Größe: 2,5 cm × 1,9 cm)

Bytownit tritt als gesteinsbildendes Mineral in der Gruppe der Anorthosite auf. Insgesamt sind bisher rund 120 Fundorte bekannt (Stand 2014), an denen Albit-Anorthit-Mischkristalle mit der Zusammensetzung von Bytownit gefunden wurden.
In Deutschland kennt man das Mineral bisher nur aus Bopfingen am Westrand des Nördlinger Rieses in Baden-Württemberg, vom Steinbruch „Attenberg“ bei Großen-Buseck in Hessen, von einem Gabbro-Steinbruch im Radautal bei Bad Harzburg in Niedersachsen und vom Steinbruch „Caspar“ am Ettringer Bellerberg bei Ettringen in der rheinland-pfälzischen Vulkaneifel.
In Österreich fand man Bytownit unter anderem am Hüttenberger Erzberg und am naheliegenden Wastlgraben im Tal des Mosinzbaches sowie bei Bad Eisenkappel in Kärnten, am Mitterbachgraben bei Gansbach (Gemeinde Dunkelsteinerwald) und an einem Amphibolit-Aufschluss bei Senftenberg in Niederösterreich sowie in einem Basalt-Steinbruch bei Weitendorf und dem Steinbruch „Hartner“ bei Schwanberg in der Steiermark.
Der bisher einzige bekannte Fundort in der Schweiz ist Piz Lizun bei Löbbia (Ortschaft Vicosoprano) im Kanton Graubünden.
Weitere Fundorte liegen in Algerien, Angola, der Antarktis, Australien, China, Costa Rica, El Salvador, Finnland, Frankreich, Griechenland, auf Guadeloupe, Indien, Italien, Japan, Kanada, Madagaskar, Mexiko, Norwegen, Portugal, Russland, Schweden, der Slowakei, Spanien, Südkorea, Tansania, Tschechien, bei Warkowytschi der ukrainischen Oblast Riwne, auf der US-amerikanischen Jungferninsel Saint Thomas und in verschiedenen Bundesstaaten der USA sowie im Vereinigten Königreich (England, Schottland).
Auch in Gesteinsproben vom Ostpazifischen Rücken (EPR 12° 50' N) konnten Albit-Anorthit-Mischkristalle in der Varietät Bytownit und Labradorit nachgewiesen werden.

## Kristallstruktur
Bytownit kristallisiert triklin in der Raumgruppe I1 (Raumgruppen-Nr. 2, Stellung 4) mit den Gitterparametern a = 8,19 Å; b = 12,88 Å; c = 14,20 Å; α = 93,4°; β = 116,0° und γ = 90,9° sowie 8 Formeleinheiten pro Elementarzelle.

## Verwendung
Farblose und gelbe Bytownite sind begehrte Schmucksteine.

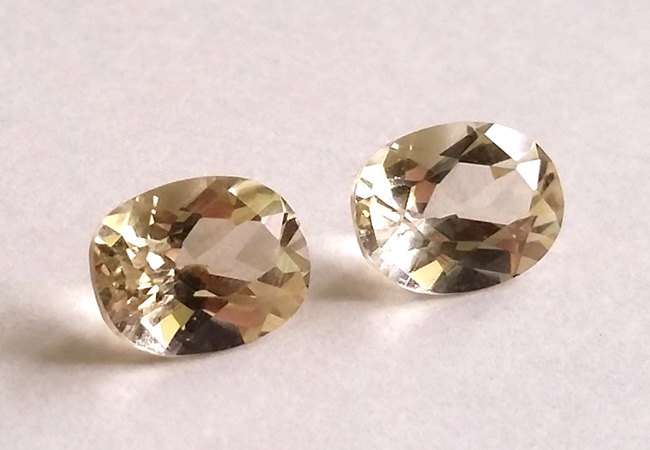
Bytownit aus den USA